# Shinhwa
SHINHWA (на кор. 신화) — южнокорейский бой-бэнд, состоящий из шести музыкантов, базирующийся в Сеуле. Датой основания группы считается 24 марта 1998 года, после заключения договора с продюсерским центром SM Entertainment.
Первый альбом группы, получивший название Haegyeolsa, был встречен довольно прохладно, однако уже второй релиз под названием T.O.P. выпущенный в апреле 1999, принёс музыкантам успех и известность. В 2003 году истёк контракт с SM Entertainment, и в следующем году группа начала сотрудничество с Good Entertainment. Под их покровительством в августе 2004 года был выпущен альбом Brand New, после чего некоторые музыканты приняли решение о развитии собственной индивидуальной карьеры.
После четырёхлетнего перерыва, который был связан с необходимостью прохождения участниками обязательной военной службы, было принято решение о воссоединении группы и учреждении для этой цели собственной одноимённой компании. После выпуска их десятого альбома The Return (2012), Shinhwa стала первым корейским бой-бэндом, продолжившим музыкальную деятельность после прохождения службы в вооруженных силах. Также они считаются первой знаменитой K-pop группой, которая продолжила успешную карьеру после разрыва контракта со своим первым продюсерским агентством, даже несмотря на то, что в течение нескольких лет судилась с SM Entertainment из-за права на оригинальное название «Shinhwa». За свою двадцатилетнюю карьеру группа выпустила тринадцать студийных альбомов на корейском, один — на японском и несколько сборников.
Группа лидирует по продолжительности музыкальной карьеры среди бой-бэндов в истории K-pop-культуры и часто упоминается как часть «первого поколения» K-pop, наряду с H.O.T., S.E.S., g.o.d, Fin.K.L. Творчество группы оказало влияние на будущие поколения известных K-pop исполнителей, многие из которых называют Shinhwa «легендарными».

## Состав
- Эрик Мун[англ.]
- Ли Мин-ву[англ.]
- Ким Донг-ван[англ.]
- Шин Хё-сан[англ.]
- Джун Джин[англ.]
- Энди Ли[англ.]